# ال‌جی شین ک‌ای۹۷۰
ال‌جی شین ک‌ای۹۷۰ (به انگلیسی: LG Shine (KE970))، یک‌نمونه از گوشی‌های تلفن همراه سری اروپا جی‌اس‌ام (به انگلیسی: Europe GSM (KE)) شرکت ال‌جی الکترونیکس می‌باشد که توسط همین شرکت به بازار عرضه شده‌است.